# Sukaslamet
Sukaslamet is een bestuurslaag in het regentschap Indramayu van de provincie West-Java, Indonesië. Sukaslamet telt 9375 inwoners (volkstelling 2010).